# Bob Dylan World Tour 1966
Bob Dylan World Tour 1966 var den kända turné som Bob Dylan gjorde i mars - maj 1966. Turnén hade inget officiellt namn men var likväl en världsturné. Tittar man på spelschemat kan man till och med hävda att det är tveksamt exakt när turnén började eftersom Dylan parallellt med inspelningen av Blonde on Blonde även gav enstaka och geografiskt spridda konserter i USA och Canada under januari - mars 1966. Som kompband på turnén hade han The Hawks, gruppen som senare blev The Band. Den första konserten utanför USA ägde rum i Sydney, 13 april. Dylan gav även en konsert i Melbourne innan han anlände till Skandinavien i slutet av april där han gav konserter i Stockholm och Köpenhamn. Därefter turnerade han över hela Brittiska öarna (även Nordirland) förutom en kort avstickare till Paris. Konserten i Manchester 17 maj spelades in och har senare givits ut officiellt med titeln The Bootleg Series Vol. 4: Bob Dylan Live 1966, The "Royal Albert Hall" Concert. Då många trodde konserten var inspelad i Londons Royal Albert Hall så döptes denna officiella utgåva ironiskt till "The Royal Albert Hall Concert" (med citationstecken, för att peka på missförståndet). Turnén präglades i övrigt av att delar av publiken tog avstånd från Dylans nya elektriska stil. Det finns ett antal bootlegs från turnén och en genomlyssningar av dessa visar att publikens reaktioner inte alltid var fientliga. Som en kompromiss spelade Dylan först ett set med akustiska låtar för att därefter spela elektriskt med The Hawks. Under konserten i Manchester skriker en man i publiken "Judas!" åt Dylan precis innan denne avslutar konserten med Like a Rolling Stone. Låtsetet var ganska likartat under turnéns gång men ibland kunde Dylan avsluta med Positively 4th Street istället för Like a Rolling Stone. Låten Tell Me, Momma som inledde andra halvan av konserten kom aldrig att släppas i en studioversion.